# Козачук, Иван Фёдорович
Иван Фёдорович Козачук (1913—1986) — старшина Рабоче-крестьянской Красной Армии, участник Великой Отечественной войны, Герой Советского Союза (1944).

## Биография
Иван Козачук родился 26 мая 1913 года в селе Прилипче. После окончания семи классов школы работал грузчиком, затем красильщиком на трикотажной фабрике. Активно занимался общественно-политической деятельностью, избирался депутатом Верховного Совета УССР 1-го созыва. С 1941 года Козачук был заместителем председателя одного из райисполкомов в Черновцах. В ноябре того же года он был призван на службу в Рабоче-крестьянскую Красную Армию и направлен на фронт Великой Отечественной войны. Принимал участие в боях на Сталинградском, Донском, Брянском, Центральном, 1-м Белорусском фронтах. Участвовал в Сталинградской и Курской битвах. К сентябрю 1943 года гвардии старшина Иван Козачук командовал взводом конной разведки 215-го гвардейского стрелкового полка 77-й гвардейской стрелковой дивизии 61-й армии Центрального фронта. Отличился во время битвы за Днепр.
25 сентября 1943 года Козачук во главе разведгруппы переправился через Днепр и, пробравшись в тыл противника, провёл разведку его системы обороны, и доставил важные данные командованию. 1 октября он вновь переправился через Днепр в районе деревни Галки Брагинского района Гомельской области Белорусской ССР и принял активное участие в захвате и удержании плацдарма на западном берегу реки. В тех боях он уничтожил более 20 солдат и офицеров противника, ещё 4 взял в плен.
Указом Президиума Верховного Совета СССР «О присвоении звания Героя Советского Союза генералам, офицерскому, сержантскому и рядовому составу Красной Армии» от 15 января 1944 года за «образцовое выполнение боевых заданий командования по форсированию реки Днепр и проявленные при этом мужество и героизм» гвардии старшина Иван Козачук был удостоен высокого звания Героя Советского Союза с вручением ордена Ленина и медали «Золотая Звезда» за номером 3033.
После окончания войны Козачук был демобилизован. В 1947 году он окончил совпартшколу, в 1952 году — Высшую партийную школу при ЦК КП УССР, после чего находился на различных партийных должностях. Был депутатом Верховного Совета УССР 2-го, 3-го и 4-го созывов. Скончался 11 мая 1986 года, похоронен на Русском кладбище Черновцов.
Был также награждён орденами Красного Знамени, Отечественной войны 1-й и 2-й степеней, Красной Звезды, рядом медалей.